# Talcott Williams
Pour les articles homonymes, voir Williams.
Talcott Williams, né en 1849 à Abey ou Beyrouth, et mort en 1928, est un journaliste, auteur et éducateur américain.

## Biographie
Talcott Williams naît à Beyrouth ou Abey, en route pour la Turquie où ses parents sont missionnaires. Il est diplômé de l'Amherst College en 1873. La même année, il rejoint le personnel du New York World.
En 1912 il est nommé directeur de la Pulitzer School of Journalism de l'université de Columbia.
En 1919 il devient professeur émérite de journalisme.
Il contribue à diverses publications et encyclopédies. Avec Frank Moore Colby (en), il est rédacteur associé de la deuxième édition de la New International Encyclopedia.

## Publications
- Turkey: A Problem of Today, 1921[5].
- The Newspaper Man, 1922[5].